# Kalleh Ẕarb
Kalleh Ẕarb (persiska: کلّه ضرب) är en ort i Iran.   Den ligger i provinsen Khuzestan, i den centrala delen av landet, 400 km söder om huvudstaden Teheran. Kalleh Ẕarb ligger 851 meter över havet och antalet invånare är 403.
Terrängen runt Kalleh Ẕarb är varierad.Runt Kalleh Ẕarb är det ganska tätbefolkat, med 56 invånare per kvadratkilometer. Närmaste större samhälle är Khong Ezhdehā, 7,6 km öster om Kalleh Ẕarb. Omgivningarna runt Kalleh Ẕarb är i huvudsak ett öppet busklandskap.